# 穆崇
穆 崇（ぼく すう、生年不詳 - 406年）は、北魏の軍人。本貫は代郡。

## 経歴
代々拓跋部の首長に仕えた家柄に生まれた。若くして敏捷で機転が利き、窃盗を生業とした。拓跋珪が独孤部にいたとき、穆崇は日常的に拓跋珪のもとを往来して、物資を届けた。385年、劉顕が拓跋珪の殺害を企てたが、梁眷がその計画を知ると、ひそかに穆崇を派遣して拓跋珪に連絡した。このため拓跋珪は賀蘭部のもとに避難することができた。梁眷は劉顕に疑われて捕らえられたが、穆崇が「梁眷は恩義を顧みず、劉顕に反逆を勧めてそそのかした。いまわたしがその妻と馬を奪ったのは、怒りを雪ぐに足りよう」と言い触らしたため、劉顕は梁眷への疑いを解いた。386年（登国元年）、拓跋窟咄が拓跋珪を討つべく南部に迫ると、穆崇の外甥の于桓らが呼応して拓跋珪の捕縛を計画し、その計画を穆崇に伝えて窟咄につくよう誘ってきた。穆崇はその夜に拓跋珪に報告し、拓跋珪は于桓らを殺害すると、北方の陰山を越えて、再び賀蘭部に避難した。拓跋珪が盛楽に帰還するにあたって、穆崇は先だって盛楽に潜入して民情を探り、帰還の時機を計った。
拓跋珪（道武帝）が魏王となると、穆崇は征虜将軍の号を受けた。河北の平定に従軍して、歴陽公の爵位を受け、散騎常侍の位を受けた。398年（天興元年）、太尉に任じられ、侍中の任を加えられ、安邑公に徙封された。399年（天興2年）、高車に対する遠征に参加して勝利を収め、凱旋した。後秦の姚興が洛陽を包囲し、東晋の将軍の辛恭靖が道武帝に救援を求めてくると、穆崇は6000騎を率いて洛陽におもむいた。到着しないうちに、辛恭靖が敗れたため、穆崇は撤退した。鎮野王に封じられ、豫州刺史に任じられた。後に召還されて再び太尉となり、宜都公に改封された。406年（天賜3年）7月、死去した。諡は丁公といった。

## 子女
- 穆遂留（長子、柔然を討って功績を挙げ、零陵侯の爵位を受けたが、後に罪により廃された）
- 穆観
- 穆翰（平原鎮将、西海王）
- 穆顗

## 伝記資料
- 『魏書』巻27 列伝第15
- 『北史』巻20 列伝第8